# Urban VIII
Urban VIII, född Maffeo Barberini 5 april 1568 i Florens, Italien, död 29 juli 1644 i Rom, var påve från den 6 augusti 1623 till sin död.

## Biografi
Maffeo Barberini var son till Antonio Barberini, en förmögen och adlig handelsman från Ancona, och Camilla Barbadori. Fadern avled när Maffeo Barberini var barn, och modern flyttade som änka med familjen till Rom, där Maffeo togs om hand av sin farbroder, Francesco Barberini, tjänsteman vid den påvliga kurian. Barberini studerade för jesuiterna vid Collegio Romano i Rom och senare vid Pisas universitet, där han doktorerade i kanonisk rätt och civil rätt. Därefter återvände han till Rom och inträdde i kyrkans tjänst som jurist vid Segnatura di Giustizia. 1592 blev han guvernör av Fano, och 1601 apostolisk legat till Frankrike för att gratulera till prins Ludvigs födelse. 
I oktober 1604 vigdes han till titulärärkebiskop av Nasaret, och utnämndes därefter till nuntie i Frankrike; han skaffade sig så småningom ett stort inflytande över kung Henrik IV av Frankrike. Barberini utsågs av påve Paulus V för sina förtjänster i Frankrike den 11 september 1606 till kardinalpräst med San Pietro in Montorio som titelkyrka. Han höll en synod i Spoleto 1608 – året då han blev biskop av Spoleto – som avslutades med ett seminarium, varpå han grundade två andra stiftsseminarier, i Spello och Visso. 1610 erhöll han Sant'Onofrio al Gianicolo som titelkyrka. Han blev 1617 prefekt över Segnatura di Giustizia samt legat i Bologna. 

### Pontifikat
Under 1623 tjänade han som camerlengo, innan han den 6 augusti valdes till ny påve efter Gregorius XV. Han antog då Urban VIII som påvenamn. På grund av sjukdom dröjde kröningen till den 29 september.
Bullan In coena Domini mot kättare fick av honom 1627 sin sista utformning. 1631 sanktionerade han Lasaristernas orden. Han tvingade 1633 Galileo Galilei att avsvärja sig sina ”villfarelser” och 1642 fördömde han genom bullan In eminenti Cornelius Jansens bok Augustinus. 
Urban VIII utbildade och gynnade Congregatio de propaganda fide som hans företrädare stiftat 1622 samt lät 1627 för dess räkning uppbygga ett missionsinstitut, Collegium Urbanum. Han lade stor vikt vid mission i avlägsna länder, lät grunda en högskola vid berget Libanon för maroniterna och uppmuntrade missionen i Kina och Japan. Han förbjöd slaveriet i Brasilien, Paraguay och hela Västindien. Hans ansträngningar att stärka katolicismen i England blev emellertid fruktlösa, där regeringen svarade på hans missionsverksamhet med att vidtaga åtgärder mot katolikerna i landet.
Urban VIII var en stor ivrare för påvedömets världsliga makt. Hans tid som påve sammanföll både med kardinal Richelieus ministertid i Frankrike och trettioåriga kriget, och under kriget allierade han sig med Frankrike för att begränsa Habsburgs inflytande i Italien.
Han var den siste påve som utvidgade Kyrkostaten, vilket skedde genom införlivningen av hertigdömet Urbino. Hans politik i trettioåriga kriget (1618–1648) bestämdes av önskan att kejsaren inte skulle bli för mäktig i Tyskland och Italien. I den mantuanska tronföljdsstriden, som inleddes 1627, segrade kejsaren i Italien, men påven förenade mot honom Frankrike och de katolska kurfurstarna och förmådde kejsaren 1630 att avstå från hertigdömet Mantua och avskeda Albrecht von Wallenstein. Urban blev därmed indirekt Gustav II Adolfs bundsförvant. Hans fortsatta politik bidrog till att påvedömet stod utan inflytande vid Westfaliska freden. 
Redan dagen efter att Urban stigit upp på påvestolen, upphöjde han sin brorson Francesco Barberini till kardinal; senare utnämnde han honom till bibliotekarie för Vatikanbiblioteket. Fastän detta var ohöljd nepotism, missbrukades inte förtroendet av kardinal Francesco Barberini. En annan brorson, Antonio Barberini, blev bland annat camerlengo 1638 och befälhavare över Kyrkostatens armé. Taddeo Barberini, en tredje brorson, upphöjdes av Urban till furste av Palestrina och till prefekt över Rom. Ätten Barberini ökade förvisso sin förmögenhet under Urbans pontifikat och hos påven själv började så småningom tvivel göra sig gällande över huruvida han handlat rättfärdigt, varför han lät utse en kommitté av teologer för att undersöka om det var lagligt att låta brorsönerna behålla vad han hade tilldelat dem.
Urban var en framstående konst- och litteraturmecenat; själv författade han en latinsk diktsamling, som vann mycket erkännande, Maphei Cardinalis Barberini poemata. Han lade ner stora summor på att uppföra befästningar runt Rom och Kyrkostaten och på att upprätta en stående armé. Giovanni Lorenzo Bernini var den mest framstående konstnären under Urban VIII:s pontifikat. 1631 invigdes Urban VIII:s kapell i Vatikanmuseerna, skapat på initiativ från Urban.
Urban VIII har fått sitt sista vilorum i Peterskyrkan, en byggnad som han helgade vid dess invigning 1626. Hans gravmonument utfördes av Bernini.

## Bilder
| - Maffeo Barberini, porträtterad av Caravaggio omkring 1598. - Staty föreställande Urban VIII, utförd av Bernini och hans elever. |